# تاريخ ساموا

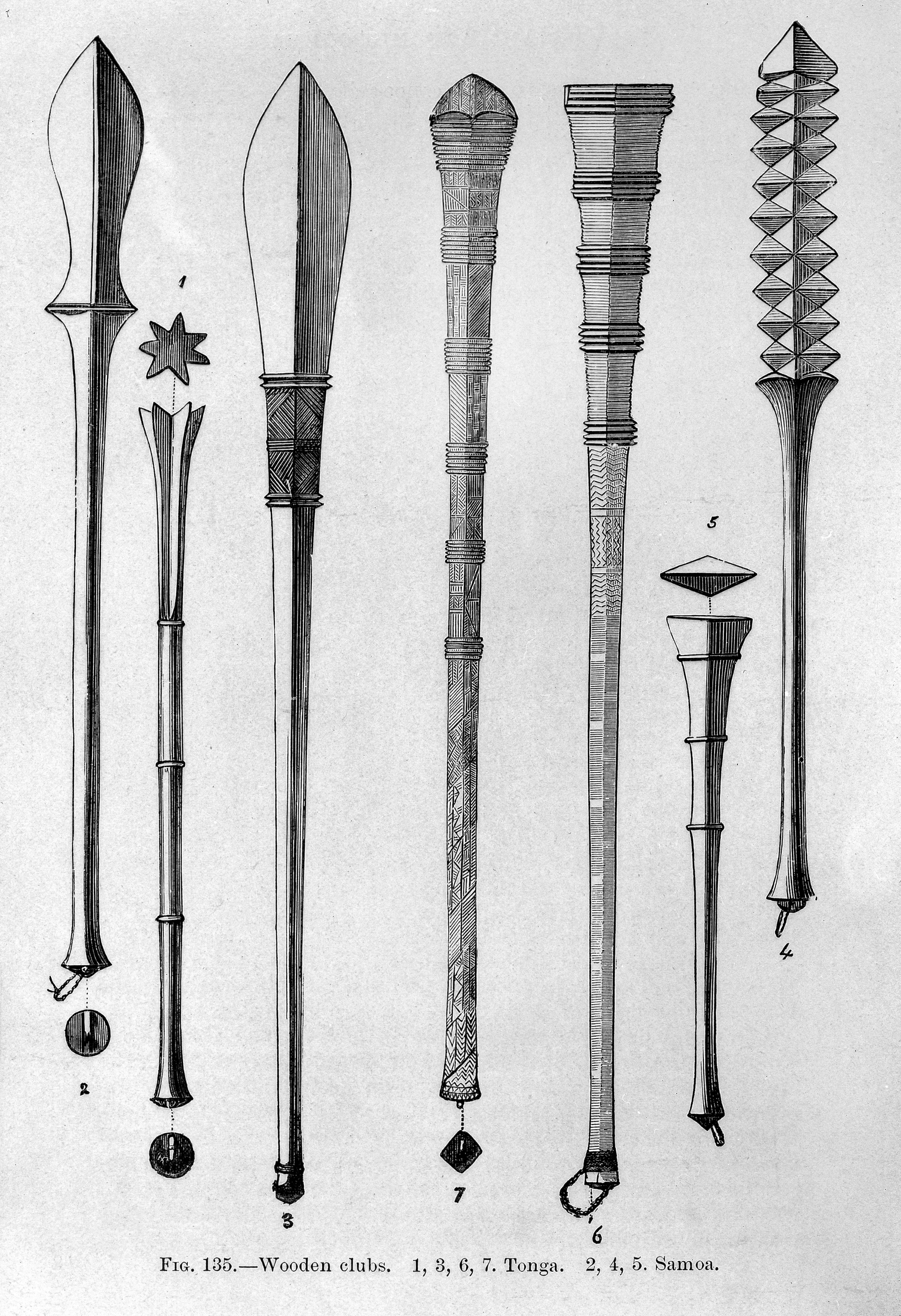
اثار من ساموا

استوطِنت الجزر الساموية أول مرة قبل نحو 3,500 عام ضمن التوسع الأسترونيزي. يرتبط تاريخ ساموا المبكر وتاريخها الحديث ارتباطًا وثيقًا بتاريخي تونغا وفيجي، وهما جزيرتان مجاورتان تربطهما بساموا روابط أنساب منذ فترة طويلة فضلًا عن وجود تقاليد ثقافية مشتركة.
وصل المستكشفون الأوروبيون إلى الجزر الساموية أول مرة في أوائل القرن الثامن عشر. في 1768، أطلق لويس أنطوان دو بوغنفيل عليها اسم جزر الملاح. وصلت بعثة الولايات المتحدة الاستكشافية (1838-1842) التي قادها تشارلز ويلكيس إلى ساموا في 1839. في 1855، وسعت جيه سي غودفري وسون أعمالها التجارية إلى الأرخبيل الساموي. أدت الحرب الأهلية الأولى في ساموا (1886-1894) إلى ما سمي بالأزمة الساموية، وهي صراع بين القوى الغربية للسيطرة على المنطقة. أدى ذلك بدوره إلى الحرب الأهلية الثانية في ساموا (1898-1899) التي حُلت بالاتفاقية الثلاثية، التي وافقت بموجبها الولايات المتحدة وبريطانيا العظمى وألمانيا على تقسيم الجزر إلى ساموا الألمانية وساموا الأمريكية.
بعد الحرب العالمية الأولى، تولت نيوزيلندا إدارة ما كان يعرف بساموا الألمانية، وأُعيد تسمية المنطقة «إقليم ساموا الغربية الخاضع للوصاية». أصبحت هذه المنطقة مستقلة في 1962 وأُعيد تسميتها «ساموا». ما تزال ساموا الأمريكية إقليمًا فرديًا تابعًا للولايات المتحدة.

## التاريخ المبكر
يقدر علماء الآثار أن أقدم استيطان بشري للأرخبيل الساموي كان قرابة 2900-3500 عام قبل الوقت الحاضر (1500-900 قبل الميلاد). يستند هذا التقدير إلى تأريخ شظايا فخار لابيتا القديمة الموجودة في جميع أنحاء الجزر. إن أقدم الشظايا التي عُثر عليها حتى الآن كانت في موليفانوا وساسوا في فاليفا. تعود أقدم الأدلة الأثرية التي عُثر عليها في جزر بولنيزيا وساموا وتونغا إلى نفس الفترة تقريبًا، ما يشير إلى أن الاستيطان الأول حدث في نفس الوقت تقريبًا في المنطقة ككل. لا يُعرف إلا القليل عن النشاط البشري في الجزر بين 750 قبل الميلاد و1000 بعد الميلاد، على الرغم من أن هذه الفترة ربما كانت فترة هجرات جماعية أدت إلى استيطان بولنيزيا الحالية. بشكل غامض، وخلال هذه الفترة، يبدو أن صناعة الفخار توقفت فجأة. ليس لدى شعب الساموا أي نقل شفوي يمكن أن يفسر ذلك. اقترح بعض علماء الآثار أن بولنيزيا كانت تفتقر لمواد صناعة الفخار، وأن معظم الفخار المستخدم خلال فترة الهجرة في بولنيزيا كان مستوردًا عوضًا عن استخراجه أو صناعته محليًا.
يتشابك تاريخ ساموا المبكر مع تاريخ بعض قبائل chiefdoms فيجي ومملكة تونغا. يحافظ التاريخ الشفوي لساموا على أحداث الكثير من المعارك التي دارت بين ساموا والجزر المجاورة. ساعد التزاوج بين الملوك التونغيين والفيجيين والنبلاء السامويين على بناء علاقات وثيقة بين هذه الدول الجزرية والتي مازالت قائمة حتى اليوم. يُعترف بروابط الدم الملكية هذه بشكل روتيني في المناسبات الخاصة والتجمعات الثقافية. وفقًا للفلكلور الساموي، جلبت اثنتان من عذارى فيجي إلى ساموا الأدوات التي كانت ضرورية للانخراط في فن التاتاو (الوشم)، وهذا هو أصل المالوفي التقليدي في ساموا (المعروف أيضًا باسم بيا للرجال ومالو للنساء).
نشأت التقاليد الثقافية السائدة في ساموا، المعروفة باسم فا ساموا، مع الملكة المحاربة نافانوا. أرسى حكمها الفاماتاي: الأسرة اللامركزية والقرية والأنظمة القبلية المحلية regional chiefly systems. واصلت ابنة أختها، سالاماسينا، هذا النظام. ويُعتبر عصرهما عصرًا ذهبيًا للتقاليد الثقافية الساموية.
لغويًا، تنتمي اللغة الساموية إلى الفرع البولنيزي من عائلة اللغات الأسترونيزية، والتي يعتقد علماء اللغة أنها نشأت في تايوان.
وفقًا للنقل الشفوي، تشترك ساموا وبولنيزيا بسلف مشترك: تاغالوا. يتعلق التاريخ الأقدم لساموا بمركز سياسي في الجزر الساموية مانوا الواقعة في أقصى الشرق، تحت حكم التوي مانوا. في جزر كوك إلى الشرق، يقول التقليد إن كاريكا، أو توي مانوا أليا، جاء إلى جزر كوك من مانوا؛ ما يوحي بأن بقية بولنيزيا استوطِنت من مانوا وساموا.